# تروي إيفانز
تروي إيفانز (بالإنجليزية: Troy Evans)‏ هو ممثل أمريكي، ولد في 16 فبراير 1948 في الولايات المتحدة.

## أعمال

### أفلام
- (1992) تحت الحصار[3]
- (1994)  محقق الحيوانات الأليفة[4]
- (2006) داليا السوداء[5]

## وصلات خارجية
- تروي إيفانز على موقع IMDb (الإنجليزية)
- تروي إيفانز على موقع أول موفي (الإنجليزية)
- تروي إيفانز على موقع قاعدة بيانات الأفلام السويدية (السويدية)
- تروي إيفانز على موقع قاعدة بيانات الفيلم (الإنجليزية)